# Vladimir Kuzin
Vladimir Semënovič Kuzin (in russo Владимир Семёнович Кузин?; Lampožnja, 15 luglio 1930 – Mosca, 5 ottobre 2007) è stato un fondista sovietico.

## Palmarès

### Olimpiadi invernali
- Oro a Cortina d'Ampezzo 1956 nella staffetta 4x10 km.

### Mondiali
- Oro a Falun 1954 nei 30 km.
- Oro a Falun 1954 nei 50 km.
- Argento a Falun 1954 nella staffetta 4x10 km.